# Turbonegro
Turbonegro (der kalder sig Turboneger i Norge) er et myteomspundet norsk punkrock-band fra Oslo. Gruppen blev dannet i 1988 af Rune Grønn, Vegard Heskestad, Pål Bøttger Kjærnes og Thomas Seltzer.
På det første album, Hot Cars and Spent Contraceptives, var Harald Fossberg forsanger. Han havde tidligere spillet i en af de tidligste punkgrupper i Oslo, Hærverk. Da Harald Fossberg på grund af sygdom holdt op i Turbonegro hentede gruppen Hans Erik Dyvik Husby ind i stedet. Fossberg og Husby kendte hinanden bl.a. fra RadiOrakel i Blitzhuset. Efter at have skiftet forsanger ændrede gruppen navn til Stierkampf og udgav en EP med titlen Grunge Whore, før de igen skiftede navn til Turboneger. 
Gruppen var længe et undergrundsband og fik ganske mange tilhængere — såkaldte "Turbojugend" med albummene Ass Cobra (1996) og Apocalypse Dudes (1998), men gruppen blev brat opløst efter Hank von Helvetes nervesammenbrud (pga. heroin) under Europa-turneen i 1998.
I 2002 blev gruppen samlet igen og optrådte på Quartfestivalen samme år. I 2003 gik singlen Fuck The World fra albummet Scandinavian Leather til tops på de norske hitlister.
Gruppen spillede i 2013 på Roskilde Festival og fik en god modtagelse fra både publikum, såvel som kritikkere.

## Medlemmer
- Tony Sylvester (Duke Of Nothing) – forsanger
- Thomas Seltzer (Happy Tom) – bas
- Knut Schreiner (Euroboy) – guitar
- Rune Grønn (Rune Rebellion) – guitar
- Tommy Akerholdt (Tommy Manboy) – trommeslager

### Tidligere medlemmer
- Hans Erik Dyvik Husby (Hank von Helvete) – forsanger
- Christer Engen (Chris Summers) – trommeslager
- Pål Bøttger Kjærnes (Pål Pot) – keyboard og guitar
- Pål Erik Carlin – forsanger
- Harald Fossberg (Fuzz) – forsanger
- Vegard Heskestad – guitar
- Ole Martinsen – bas
- Anders Gerner – slagtøj
- Bengt A. Calmeyer (Bingo) – bas

- Christian A. Calmeyer – pladeproducer
- Pål Klaastad – pladeproducer

## Diskografi
- Turboloid (1990)
- Hot Cars and Spent Contraceptives (1992)
- Helta Skelta (1993)
- Never is Forever (1994)
- Ass Cobra (1996)
- Apocalypse Dudes (1998)
- Darkness Forever! (live) (1999)
- Love It to Deathpunk - The Life & Times of Turbonegro (2001)
- Scandinavian Leather (2003)
- Party Animals (2005)
- Retox (2007)
- Sexual Harassment (2012)

## Ekstern henvisning
- Officiel hjemmeside